# Vladivostok Avia
La Vladivostok Avia o Vladivostok Air (ex-Aeroflot-Vladivostok) (in russo: Владивосток Авиа) era una compagnia aerea russa con base tecnica all'Aeroporto di Vladivostok-Kneviči (UHWW), con sede a Artëm, nel Territorio del Litorale, in Russia.
Gli hub principali della compagnia aerea erano i seguenti aeroporti: nella parte europea della Russia - l'Aeroporto di Mosca-Vnukovo, nella Siberia - l'Aeroporto di Abakan, nella parte estremo-orientale della Russia - l'Aeroporto di Vladivostok e l'Aeroporto di Chabarovsk.

## Storia
La Vladivostok Avia è stata fondata nel 1993 in seguito alla privatizzazione dell'Aeroflot-Vladivostok, la divisione dell'aviazione civile di Vladivostok creata nel 1932.
Nel 1999 l'aeroporto di Vladivostok-Kneviči è diventato uno scalo internazionale.
Dal 2004 la Vladivostok Avia è entrata nell'IATA.
Nel 2005 la Vladivostok Avia è diventata la prima compagnia aerea nel mondo che opera con i nuovi aerei russi a lungo raggio Tupolev Tu-204-300 che permettono di trasportare 166 passeggeri da Vladivostok alla capitale russa Mosca senza i rifornimenti del carburante
Nel 2009 gli aerei della compagnia aerea russa hanno trasportato 1.084.020 passeggeri registrando una crescita del 21,42% rispetto all'anno precedente grazie all'entrata in servizio degli aerei Airbus A330. La Vladivostok Avia ha confermato così la sua posizione nei primi 10 compagnie aeree russe, posizionandosi al ottavo posto nel mercato russo dei trasporti aerei ed al quinto posto nei voli domestici subito dopo la moscovita Transaero Airlines.
Nel periodo gennaio - giugno 2010 gli aerei della Vladivostok Avia hanno trasportato 546.067 passeggeri registrando una crescita del 18,4% rispetto allo stesso periodo dell'anno precedente. In particolare, sui voli di linea domestici la compagnia aerea russa ha mostrato la crescita del 39,5% trasportando 418.816 passeggeri.
Il 25 agosto 2010 la Vladivostok Avia è stata rinnovata nel registro degli operatori IOSA (IATA Operational Safety Audit). La procedura di certificazione di sicurezza è stata effettuata per la seconda volta per la compagnia aerea dopo il certificato rilasciato nel 2008.
Nel 2010 la Vladivostok Avia ha trasportato 1,261,700 passeggeri, il +16,39% in più rispetto al 2009, piazzandosi al nono posto tra le compagnie aeree russe.
Nel 2011 la compagnia aerea ha trasportato 1,214 milioni di passeggeri effettuando un totale di 8948 voli nazionali ed internazionali.
Nei primi 11 mesi del 2012 la compagnia aerea ha trasportato 1,080 milioni di passeggeri effettuando un totale di 9647 voli nazionali ed internazionali.
Nel settembre 2014 la compagnia aerea è stata dichiarata la bancarotta con la conclusione della procedura della bancarotta e la vendita del patrimonio della compagnia aerea di Vladivostok nel marzo 2016.

## Strategia
- il trasporto aereo dei passeggeri sulle linee aeree e charter in Russia, Europa, Asia, America del Nord.
- il trasporto cargo della posta sulle linee aeree nazionali ed internazionali.
- la manutenzione degli aerei Tupolev, Antonov, Yakovlev e degli elicotteri Mil Mi-8, Kamov Ka-32.
- il trasporto ed i lavori sulla flotta degli elicotteri Mil Mi-8 e Kamov Ka-32 una dei più numerosi in Russia.
- la gestione di tre hub aerei internazionali nella Russia asiatica: l'Aeroporto di Vladivostok e l'Aeroporto di Abakan, Aeroporto di Chabarovsk [dal 2010][9]

## Flotta storica
Corto raggio
- Yakovlev Yak-40
- Antonov An-24RV

Medio raggio
- Airbus A320-212/214
- Tupolev Tu-204-300
- Tupolev Tu-154B-2
- Tupolev Tu-154M

Lungo raggio
- Airbus A330

Cargo
- Ilyushin Il-76T

Elicotteri

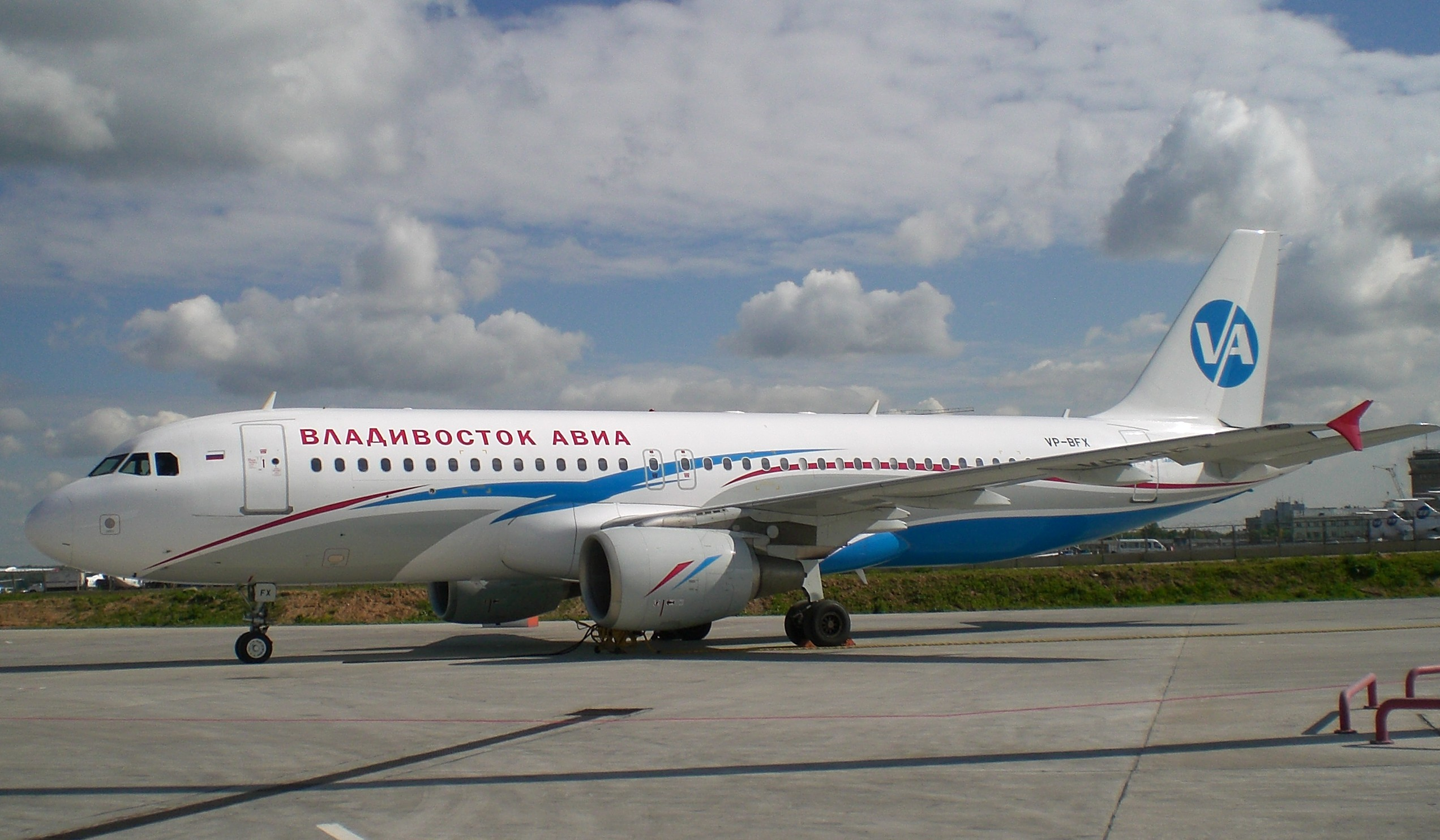
Airbus A320 della Vladivostok Avia

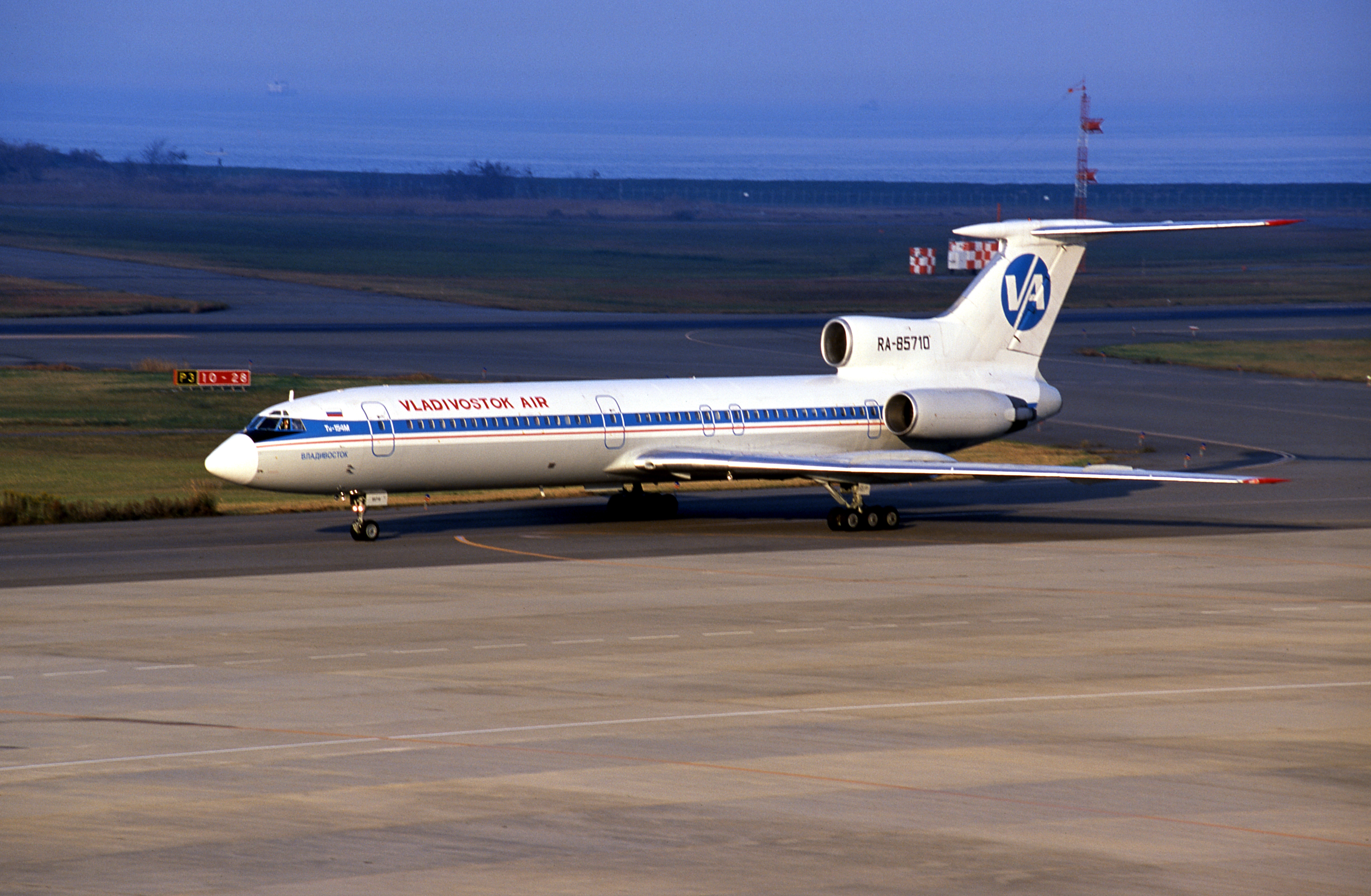
Un Tupolev Tu-154M nella livrea storica della Vladivostok Avia

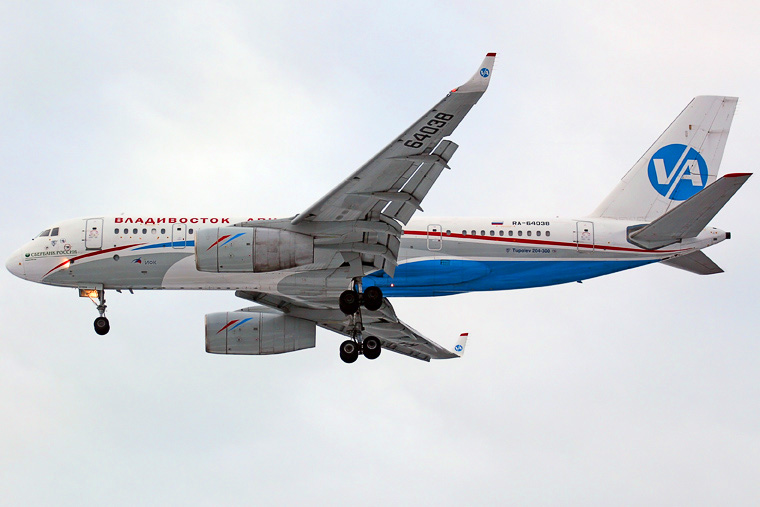
Un Tupolev Tu-204-300 della Vladivostok Avia

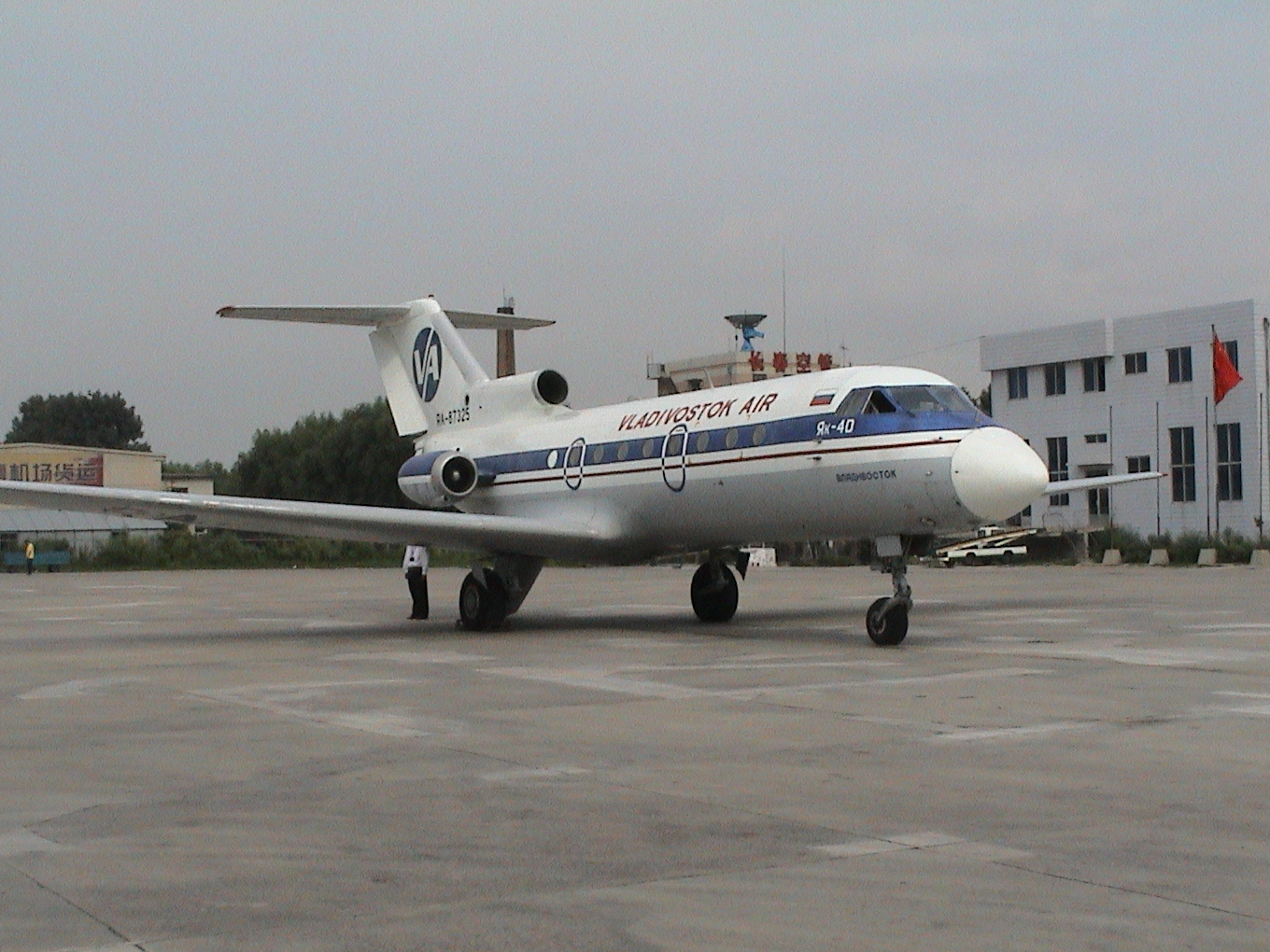
Un Yakovlev Yak-40 nella livrea storica della Vladivostok Avia

- Kamov Ka-32 (versioni Ka-32C, Ka-32T, Ka-32)
- Mil Mi-8 (versioni Mi-8AMT, Mi-8MTV-1, Mi-8T)

La Vladivostok Avia pianificava l'ampliamento della flotta con gli aerei  Antonov An-148-100B

## Incidenti
- Il 4 luglio 2001, il volo Vladivostok Avia 352 Ekaterinburg-Koltsovo (ICAO: USSS) - Irkutsk (ICAO: UIII) - (Vladivostok ICAO: UHWW) operato con un Tupolev Tu-154M (RA-85845) si schiantò a terra vicino alla cittadina di Burdakovka durante un tentativo d'atterraggio all'Aeroporto di Irkutsk, Russia. 136 persone a bordo e 9 membri d'equipaggio morirono nella catastrofe.
Il Tupolev Tu-154 russo entrò in avvitamento e precipitò a terra dopo ventidue secondi. La fusoliera prese velocemente fuoco impedendo qualsiasi possibilità di soccorso. Il Tupolev Tu-154M precipitato era stato acquistato dalla compagnia aerea cinese China Northwest Airlines.
- (EN) il link sulla notizia sul sito della BBC, su news.bbc.co.uk.
- (EN) il volo Vladivostok Avia 352 sul Aviation Safety Network, su aviation-safety.net.
- (EN) la trascrizione della conversazione dei piloti del volo Vladivostok Avia 352, su aviation-safety.net.